# Последња битка
Последња битка (енгл. The Last Battle) је дечији роман научне фантастике енглеског писца К. С. Луиса из 1956. године и последњи је роман од укупно седам у серијалу Летописи Нарније.
Последња битка је смештена у свет Нарније, а деца из Певенси породице стижу тек на половини дешавања. Радња се дешава око 200 нарнијских година после дешавања у Сребрној столици и око 2500 година (49 земаљских година) од стварања света о коме се прича у Чаробњаковом  нећаку. Сукоб у Нарнији кулминира између Нарнијаца и Калормена и окончава се завршетком света од стране Аслана.
Исте године књига добија и Карнегијеву медаљу од стране Асоцијације библиотека за дечију књигу године у Британији.

## Радња
Након догађаја у сребрној столици краљ Тиријан један од потомака краља Каспијана сада влада Нарнијом. Прича почиње кад паметни и похлепни мајмун Шифт који живи у северним регоинима Нарније наговара наивног магарца Слагалицу да обуче лављу кожу и представља се осталим животињама као Аслан, док мајмуна Шифта представља као његовог верног слугу. Животиње поверују у то и почињу да слушају мајмуна шта им говори и испуњавају његове жеље. 
Тад им мајмун наређује да посеку дрвеће које прича, након чега га он као дрво за огрев продаје Калорменцима. Након тога уз помоћ калорменског капетана Ришде Таркана поробљавају животиње које говоре и убеђују их да су Таш, бог калорменаца са птичијим главом и лав Аслан исти. Све животиње које су довеле у питање мајмунова наређења шаљу у велику шталу за коју кажу да ту живи бог Ташлан, а тамо их Ришдини војници убијају. 
Краљ Тиријан и његов пријатељ, једнорог Џевел чују да се Аслан вратио у Нарнију и радују се тој вести, али их убрзо кентаур Рунвит обавештава да се дешавају чудне и зле ствари које наговештавају злокобан развој догађаја. Тад сазнају да је посечено дрвеће које говори и Тиријан и Џевел крећу на север одмах, а Рунвита задужују да скупи одређени број војника да им се придруже.
Кад њих двојица стигну на север затичу два калорменска војника како покушавају да заробе коња који говори и у налету беса их убијају. Након чега се посрамљени предају наводном Аслану. Чекајући пресуду Тиријан увиђа превару од стране мајмуна након чега оптужује мајмуна да лаже, а овај наређује да Тиријана вежу за дрво да би сачекао пресуду следећег јутра. Шумска створења саосећају са патњом краља Тиријана, али га не ослобађају јер не могу да се натерају да се супротставе наводном Аслану. Тад Тиријан покушава да призове Аслана и моли се њему за помоћ. 
Убрзо се појављују Јустас и Џил. Децу је Аслан призвао као помоћ и она ослобађају Тиријана и Џевела, а у близини налазе и магарца Слагалицу ког је заробио мајмун и који увиђа своје грешке и придружује им се како би успео можда мало да поправи штету коју је направио. Тад ослобађају и групу патуљака, али они сви сем једног одбијају да помогну након што су изгубили веру у Аслана. Убрзо након тога Тиријан и његови сапутници виде злоб бога Таша како стиже у Нарнију, а убрзо им орао Фарсајт доноси лоше вести да су кентаур Рунвит и остатак војске које је повео погинули током борбе са Калорменима и да су они заузели замак Паравел током Тиријановог одсуства. Тиријан и остали крећу до штале да разоткрију истину о Шифтовој превари. Испред штале се Тиријан и остатак групе сукобљавају са калорменским војницима и Шифтом, након чега Тиријан баца Шифта у шталу ког прождире Таш, а онда Тиријан одвлачи Ришду у шталу, али уместо мрачне штале њих двојица се појављују на пространој равници. Ту Таш прождире и Ришду и креће на Тиријана, али се појављују и поздрављају га пријатељи Нарније: Дигори, Поли, Питер, Едмунд и Луси. Не појављује се само Сузан која је одрасла и престала да верује у Нарнију. Тад наређују Ташу да се врати у своје краљевство и он нестаје. 
Тад се појављује прави Аслан који хвали Тиријана за борбу и пожртвованост у одбрани Нарније. Тад сви они траже од Аслана да излечи Нарнију, али он им каже да ни он не може да поништи зло које се посејано. Сем њих ту се налази и група патуљака која је била заробљена у штали која се понаша чудно, а Луси моли Аслана да уради нешто по њиховом питању, на шта јој Аслан одговара да су они неверни и да они себе и даље виде као да су закључани у штали и да без њихове вере ни он не може да им помогне. 
Након тога Аслан отвара врата која не воде нигде и три пута узвикује: време, време, време! Он тиме буди џина, оца времена који дуга у велики рог и оглашава позив. Тад се појављују звезде падалице које падају око њих и претварају се у људе, становнике Нарније омогућавајући свима да виде крај Нарније. Појављују се велики гуштери и змајеви који једу и уништавају вегетацију, исти они које су Јустас и Џил видели како спавају у Подземљу и за које им је речено да ће да се пробуде кад дође крај света. Тад се сви људи и животиње, укључујући и оне који су умрли окупљају испред врата и одлучују да ли ће да се придруже Аслану ако верују у њега, или неће, а они који одлуче да не верују у њега нестају попут сенки. Сунце и месец излазе по последњи пут стапајући се у пламену лопту, коју џин, отац времена хвала и гаси, Након тога цео свет нестаје у великој поплави која руши и планине. После тога све почиње да се претвара у лед, а Питер за њима закључава ледена врата означавајући крај Нарније.
Људи примећују планине и брда око себе сличне као у Нарнији, али реалније и сазнају да се налазе у правој верзији Нарније и да је претходна била несавршена сенка. Ту се појављују и сви они који су давно умрли, а који су стварно веровали у Нарнију и деца примећују многе ликове који су им били драги. Срећи и Рипчипа који их поздравља и каже да је стварно пронашао крајњи исток. Тад Аслан деци, пријатељима Нарније објашњава потрес који су осетили када су ушли у нови свет. Тај потрес је била железничка несрећа у којој су погинули сви они сем Сузан која није била тамо и обавештава их да сада могу заувек да остану ту. Да су умрли у сопственом свету да би се поново родили у његовом. Књига се завршава открићем да је ово само почетак истините приче, која траје вечно и у којој је свако поглавље боље од претходног.